# TAS2R16
TAS2R16 (англ. Taste 2 receptor member 16) – білок, який кодується однойменним геном, розташованим у людей на короткому плечі 7-ї хромосоми. Довжина поліпептидного ланцюга білка становить 291 амінокислот, а молекулярна маса — 33 986.
| 10         |  | 20         |  | 30         |  | 40         |  | 50         |
| ---------- |  | ---------- |  | ---------- |  | ---------- |  | ---------- |
| MIPIQLTVFF |  | MIIYVLESLT |  | IIVQSSLIVA |  | VLGREWLQVR |  | RLMPVDMILI |
| SLGISRFCLQ |  | WASMLNNFCS |  | YFNLNYVLCN |  | LTITWEFFNI |  | LTFWLNSLLT |
| VFYCIKVSSF |  | THHIFLWLRW |  | RILRLFPWIL |  | LGSLMITCVT |  | IIPSAIGNYI |
| QIQLLTMEHL |  | PRNSTVTDKL |  | ENFHQYQFQA |  | HTVALVIPFI |  | LFLASTIFLM |
| ASLTKQIQHH |  | STGHCNPSMK |  | ARFTALRSLA |  | VLFIVFTSYF |  | LTILITIIGT |
| LFDKRCWLWV |  | WEAFVYAFIL |  | MHSTSLMLSS |  | PTLKRILKGK |  | C          |

A: Аланін

C: Цистеїн

D: Аспарагінова кислота

E: Глутамінова кислота

F: Фенілаланін

G: Гліцин

H: Гістидин

I: Ізолейцин

K: Лізин

L: Лейцин

M: Метіонін

N: Аспарагін

P: Пролін

Q: Глутамін

R: Аргінін

S: Серин

T: Треонін

V: Валін

W: Триптофан

Кодований геном білок за функціями належить до рецепторів, g-білокспряжених рецепторів, білків внутрішньоклітинного сигналінгу. 
Локалізований у клітинній мембрані, мембрані.